# Carex lebrunii
Carex lebrunii är en halvgräsart som beskrevs av Augustin Abel Hector Léveillé. Carex lebrunii ingår i släktet starrar, och familjen halvgräs. Inga underarter finns listade i Catalogue of Life.